# Сайнок, Шимон
Шимон Войцех Сайнок (пол. Szymon Wojciech Sajnok ; род. 24 августа 1997, Картузы, Картузский повят, Поморское воеводство, Польша) — польский профессиональный шоссейный  и трековый велогонщик, выступающий за команду мирового тура «CCC Team». Чемпион мира по трековым велогонкам (2018) в омниуме.

## Достижения

### Шоссе
2015
1-й  Чемпион Польши - Индивидуальная гонка (юниоры)
5-й Париж — Рубе (юниоры)
2016
7-й Гран-при Словакии
2017
1-й — Пролог Тур Кумано
2-й Чемпионат Польши — Индивидуальная гонка U23
2018
1-й  Dookoła Mazowsza — Генеральная классификация
1-й   — Молодёжная классификация
1-й — Пролог, Этапы 1 и 2
2-й Memoriał Romana Siemińskiego
3-й Тур Кёльна
7-й Прогулка по тропе майора Хубаля — Генеральная классификация
1-й   — Очковая классификация
9-й Тур Мюнстера
2019
4-й Хандзаме Классик

### Трек
2016
1-й Кубок мира 2016-2017 — Омниум, Апелдорн
2-й  Чемпионат Европы — Омниум U23
2017
1-й  Чемпион Польши — Гонка по очкам
1-й  Чемпион Польши — Скрэтч
1-й  Чемпион Польши — Омниум
1-й Кубок мира 2016-2017 — Омниум, Лос-Анджелес
2-й Кубок мира 2017-2018 — Омниум, Прушков
8-й Чемпионат мира — Омниум
9-й Чемпионат мира — Командная гонка преследования
2018
1-й  Чемпион мира — Омниум
2-й Кубок мира 2017-2018 — Омниум, Минск
10-й Чемпионат мира — Командная гонка преследования
2019
7-й Чемпионат мира — Командная гонка преследования